# Beachvolleyboll vid olympiska spelen för ungdomar
Beachvolleyboll har varit en sport vid olympiska spelen för ungdomar sedan 2014.

## Damer
| År                   | Podium                                                   | Podium                                  | Podium                                 |
| Guld                 | Silver                                                   | Brons                                   |                                        |
| -------------------- | -------------------------------------------------------- | --------------------------------------- | -------------------------------------- |
| 2014 mer information | Brasilien Eduarda Santos Lisboa Ana Patricia Silva Ramos | Kanada Megan McNamara Nicole McNamara   | Tyskland Sarah Schneider Lisa Arnholdt |
| 2018 mer information | Ryssland Mariia Bocharova Maria Voronina                 | Italien Nicol Bertozzi Claudia Scampoli | Norge Frida Berntsen Emilie Olimstad   |

## Herrar
| År                   | Podium                                     | Podium                                       | Podium                                                 |
| Guld                 | Silver                                     | Brons                                        |                                                        |
| -------------------- | ------------------------------------------ | -------------------------------------------- | ------------------------------------------------------ |
| 2014 mer information | Ryssland Oleg Stoyanovskiy Artem Iarzutkin | Venezuela Rolando Hernandez Jose Gomez       | Argentina Leandro Aveiro Santiago Aulisi               |
| 2018 mer information | Sverige David Åhman Jonatan Hellvig        | Nederländerna Yorick De Groot Matthew Immers | Argentina Juan Bautista Amieva Tarditti Mauro Zelayeta |